# Лугано
Луга́но (итал. Lugano) — город в швейцарском италоговорящем кантоне Тичино. Город находится на высоте 273 м над уровнем моря, на северном берегу одноимённого озера Лугано.
Население — 62 123 человек по данным ООН на 2021 год.

## История
Уже в IX веке Лугано был значительным торговым местом. В средние века город стал одним из центров борьбы гвельфов и гибеллинов, а в 1434 году перешёл к Милану. В ходе Итальянских войн Лугано в 1512 году был уступлен Швейцарскому союзу и управлялся фогтами, не имея статуса кантона, до 1798 года.
В период войн Великой Французской революции Лугано стал главным городом одноимённого кантона Гельветической республики, а в 1803 году он был передан кантону Тичино, главным городом которого был попеременно с Беллинцоной и Локарно. Хотя с 1881 года административные органы кантона были перенесены в Беллинцону, Лугано остался средоточием политической и культурной жизни, торговли и промышленности.
В 1956 году в Лугано был проведен первый конкурс песни Евровидение.

## География и климат
Лугано располагается в живописной местности на берегу одноимённого озера, в окружении гор. Благодаря мягкому климату (среднегодовая температура составляет +11,5 °C) город является популярным туристическим направлением. Вблизи Лугано возвышаются горы: Монте-Сан-Сальваторе (909 м) и Монте-Бре (930 м) ок. гор., Монте-Дженеросо (1695 м) на другом берегу.
| Показатель                    | Янв. | Фев. | Март | Апр. | Май  | Июнь | Июль | Авг. | Сен. | Окт. | Нояб. | Дек. | Год  |
| ----------------------------- | ---- | ---- | ---- | ---- | ---- | ---- | ---- | ---- | ---- | ---- | ----- | ---- | ---- |
| Средний суточный максимум, °C | 6,1  | 7,8  | 11,6 | 15,1 | 18,9 | 22,9 | 25,8 | 24,7 | 21,4 | 16,5 | 10,6  | 7,1  | 15,7 |
| Средний суточный минимум, °C  | 0,1  | 1,3  | 3,9  | 7,2  | 11,0 | 14,2 | 16,7 | 16,0 | 13,3 | 9,1  | 4,4   | 1,0  | 8,2  |
| Норма осадков, мм             | 76   | 71   | 106  | 152  | 194  | 171  | 133  | 166  | 153  | 140  | 120   | 63   | 1545 |
| Источник: World Weather       |      |      |      |      |      |      |      |      |      |      |       |      |      |

## Население
В Лугано большинство населения говорит по-итальянски. Население составляет 62 123 человека (2021 г.).

## Религия
На 2000 год:
| - католики 67 % - евангелисты 4 % - атеисты 5 % | - православные 4 % - мусульмане 4 % - другие 14 % |

## Культура

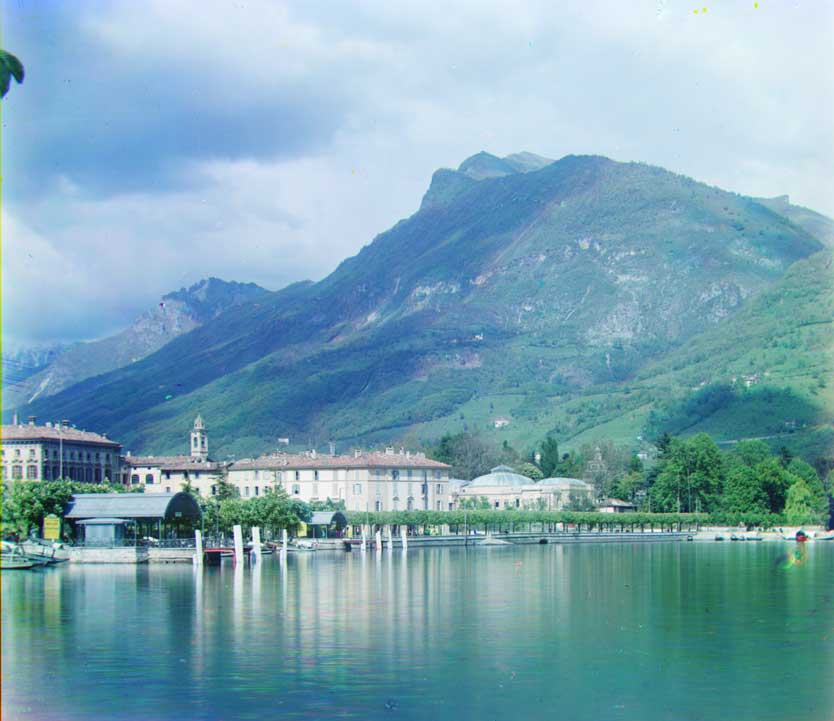
Лугано в начале XX века. Один из первых цветных диапозитивов Сергея Михайловича Прокудина-Горского, датируется 1905—1910 гг.

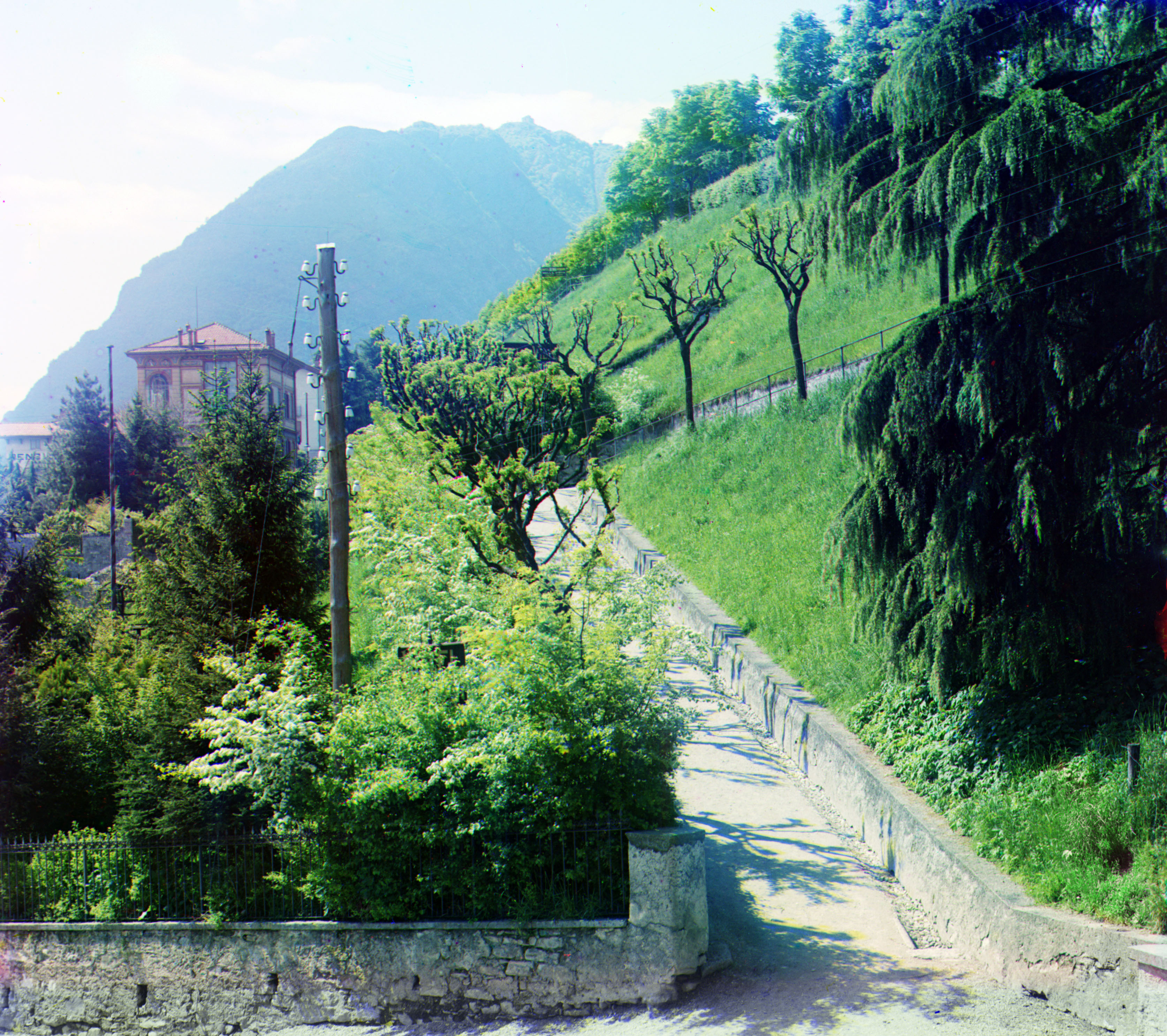
Лугано. Вид на гору Сан-Сальваторе. Фото С. М. Прокудина-Горского (1905—1915)

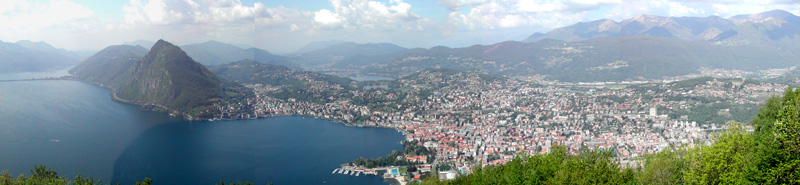
Панорама Лугано

В Лугано находится штаб-квартира одного из лучших швейцарских оркестров — Оркестра итальянской Швейцарии (основан в 1933 году, современное название носит с 1991 года). В городе ежегодно проводятся музыкальные фестивали: сезон открывается фестивалем классической музыки (апрель — май), за ним следует «Проект Марты Аргерих», а следом — джаз-фестиваль в августе.

## Образование
В городе расположены Университет Лугано и Швейцарский колледж Франклина.

## Спорт
В городе базируется хоккейный клуб «Лугано», семь раз становившийся чемпионом Швейцарской хоккейной лиги.
Также в городе есть футбольный клуб «Лугано» и баскетбольный клуб «Лугано Тайгерс».

## В кино
В Лугано происходит несколько эпизодов итальянской комедии Серджо Корбуччи «С глазу на глаз» с Паоло Вилладжо (таксист Джино Шакалуга) в главной роли.
Здесь же происходит действие фильма «Под чужим именем» (1932), в главной роли знаменитый тенор Ян Кепура.